# École des sciences de l'information
 (mai 2025).
 (mai 2014).
Pour les articles homonymes, voir ESI.
L'École des sciences de l'information (ESI, en Arabe : مدرسة علوم المعلومات, anciennement (مدرسة علوم الإعلام), est une école d'ingénieurs publique[réf. nécessaire] située à Rabat au Maroc. Elle est sous la tutelle du haut-commissariat au Plan (HCP). L’ESI fait partie des établissements à caractère scientifique et technique.Elle est regroupée avec d'autres instituts dans la catégorie « Sciences et Technologie de l’Information et de la communication ».

## Présentation
L'école a été fondée en 1975. Son premier directeur est Ahmed Fassi Fihri. En l'année universitaire 2013-2014, l’École est à sa 37e promotion ; elle a délivré plus de 2 600 diplômes d’informatiste (Bac+4) et 300 diplômes d’informatiste spécialisés (deux ans de formation, ouverte aux informatistes, licenciés et équivalents ayant trois ans d’expérience minimum). 
La réforme de 2011 permet à l’ESI de varier son offre de formation et d’intégrer le statut des grandes écoles, accessible après classes préparatoires. Cette réforme qui entre en vigueur à partir de septembre 2012, est organisée autour de quatre cycles de formation donnant accès à quatre diplômes nationaux :
- ingénieur (classe préparatoire + 3 ans)
- master en mathématiques (4 semestres)
- masters spécialisés (4 semestres)
- doctorat en sciences de l’information (3 ans)[2][réf. souhaitée]

L'accès en première année du cycle ingénieur est ouvert aux candidats lauréats des classes préparatoires scientifiques et techniques ayant réussi le concours national commun (CNC) d’admission aux grandes écoles d’ingénieurs au Maroc, ou sur concours aux titulaires d’une licence ou d’un DEUG en sciences mathématiques et informatique (SMI)[réf. souhaitée].
Une réforme de 2016 est mise en place qui donne à l'école le diplôme d'ingénieur des connaissances et de données, donnant accès à plusieurs profils tels que :
- ingénieur en technologies de l'information
- gestionnaire de connaissances, business analyste
- data scientist/data analyst
- veilleur stratégique
- développeur web

L'ESI a signé de nombreuses conventions de coopération avec des partenaires publics et privés au Maroc, ainsi que des institutions et universités au niveau international (Canada, États-Unis, France, Belgique, Espagne, Sénégal…).

## Missions
Les missions principales de l'ESI sont la formation, la recherche et la formation continue au profit du secteur socio-économique.
Aujourd'hui, le challenge pour cette école, tout en maintenant une formation de qualité au niveau technique, consiste à :
- participer au développement du pays en formant davantage d'ingénieurs dans le domaine des technologies de l'information
- améliorer la formation existante en donnant à l'étudiant des compétences en management et en techniques de communication
- diversifier la formation existante en proposant de nouvelles filières dans les métiers les plus porteurs
- faire de la recherche-développement au sein de l'école un vecteur de croissance et un levier pour l'amélioration de la qualité de l'enseignement
- renforcer la formation continue, la formation qualifiante et la reconversion des diplômés

Étant au centre de toutes ces activités, l'étudiant est appelé à participer au rayonnement de l'école et à développer ses aptitudes en s'inscrivant dans les activités organisées par les différents clubs des étudiants de l'ESI.

## Admission
L'ESI recrute sur le Concours national commun (CNC) à l'issue des Classes Préparatoires, par ailleurs des élèves sont admis sur titres en première année ou en deuxième année.

## Filières à l'ESI
La nouvelle carte pédagogique de l'ESI regroupe :

### Quatre filières du cycle ingénieur
- Ingénierie des Connaissances et Science des Données (ICSD)
- Ingénierie des Systèmes d’Information et de la Transformation Digitale (ISITD)
- Ingénierie de l’Information Numérique (IIN)
- Ingénierie de la Sécurité des Systèmes d’Information et Cyberdéfense (ISSIC)[3]

### Deux filières du cycle Master spécialisé
- Intelligence Stratégique et compétitive
- Documentation et Archives

### Deux filières du cycle Doctorat
- Informatique et science des données et de l’Information
- Information, documentation, connaissances et société

## Master
L’ESI délivre également deux diplômes de master Spécialisé :
- intelligence compétitive et stratégique ;
- documentation et archives.

## Recherche
Depuis la publication de l'arrêté n°140.09 du 22 Janvier 2009, les lauréats de l'ESI cycle des informatistes spécialisés[pas clair]toutes promotions peuvent s'inscrire aux études doctorales au sein d'universités et grandes écoles au Maroc.
Aussi le décret n° 222.10.2 du 20 Mai 2011 portant réorganisation de l'École des Sciences de l'Information, permet à l'ESI la création de son propre Cycle Doctoral.
Dans l'attente de la mise en place du Centre des Études Doctorales (CEDOC), l'ESI ouvre, à ses lauréats, les possibilités de préparer leur doctorat (en co-direction ou co-encadrement) au Maroc ou à l'étranger dans le cadre de conventions de coopération et de partenariats entre l'ESI et ses institutions.
C'est ainsi que des doctorants de l'ESI sont en cours de préparation de leurs doctorats, en collaboration avec des institutions françaises et marocaines.
La soutenance de la première thèse de doctorat préparée en collaboration avec l'université de Lorraine en France a eu lieu le 14 Novembre 2012.

## Clubs
Les étudiants de l’ESI se sont organisés au sein de L'Association marocaine des étudiants en sciences de l'information (AMESI) depuis 2006. Elle organise plusieurs évènements tel que le forum ESI-Entreprises, la semaine culturelle de l’ESI ou divers tournois sportifs.